# A&O
A&O was een Europese vereniging van groothandels en supermarkten. In 1964 sloot het eind jaren 1940 ontstane vrijwillig filiaalbedrijf Nederlandse Grossiersvereniging (NGV of N.G.V.; ook Nederlandse Grossiers Vereniging) zich hierbij aan en werden de NGV-supermarkten hernoemd tot A&O-supermarkten. In het Nederlands stond de afkorting voor Actief en Ondernemend. De NGV bestond in 1964 uit 19 grossiers en 1260 winkeliers. De organisatie was behalve in Nederland actief in Frankrijk, Italië, Oostenrijk, Zwitserland, Duitsland, België, Luxemburg en Finland. In totaal telde A&O in 1964 25.500 winkels. Het hoofdkantoor van de NGV en A&O Nederland stond in Bilthoven.
De Nederlandse A&O fuseerden in 1979 met onder andere supermarktketens Kroon en TIP tot Markant, dat daardoor uitgroeide tot een organisatie met 14 groothandels en ongeveer 1800 supermarkten. Markant fuseerde in 1995 met Vendex tot Vendex-Markant (Radar Food), dat in 1998 onderdeel werd van Laurus. In 2009 werd Laurus overgenomen door Jumbo Supermarkten.